# John P. O'Neill
Pour les articles homonymes, voir O'Neill.
John Patrick O'Neill, né le 6 février 1952 à Atlantic City (New Jersey) et mort lors des attentats du 11 septembre 2001 à New York, est un expert américain de l'antiterrorisme. Il a travaillé en tant qu'agent spécial et directeur assistant du FBI.

## Biographie
Jeune, John P. O'Neill veut se consacrer à l'archéologie, mais en 1976 à l'âge de 24 ans, il intègre le FBI. De 1976 à 1995, il est simple agent et s'occupe de drogue, crime organisé et renseignement. 
En 1995, il obtient finalement, à l'âge de 43 ans, une promotion comme coordonnateur de la lutte antiterroriste et commence à étudier intensivement les racines de l'attentat du World Trade Center de 1993 après avoir assisté à la capture de Ramzi Yousef, qui en avait été le meneur. Par conséquent, il en apprend beaucoup sur Al-Qaïda et Oussama ben Laden et enquête sur les attentats des tours de Khobar de 1996 en Arabie saoudite.
En 1997, il est le no 2 du FBI quand survient l'attentat en 2000 contre l'USS Cole au Yémen mettant en évidence la mauvaise collaboration des diplomates américains au Yémen qu'il dénonce dans les médias. En partie à cause de désaccords personnels qu'il avait au sein du FBI et du gouvernement fédéral, O'Neill démissionne à l'été 2001 et est nommé chef de la sécurité du World Trade Center (WTC) le 23 août 2001. 
Son corps sans vie est retrouvé après l'effondrement des tours lors des attentats du 11 septembre 2001. En 2002, O'Neill fut l'objet d'un documentaire sur la chaîne publique américaine Public Broadcasting Service intitulé L'Homme qui savait.
En 2003, est paru le livre de Murray Weiss The Man Who Warned America, retraçant sa vie. Ce livre décrit John O'Neill comme un homme ayant essayé sans succès de prévenir l'administration Bush d'un éventuel attentat sur le sol américain. Il suggère également un éventuel assassinat sur sa personne le jour même des attentats du 11 septembre 2001, après qu'un avion a percuté la première tour du WTC.

## Culture populaire
- Une trilogie de la série de bande-dessinée uchronique française Jour J nommée Le prince des ténèbres est publiée à partir du 16 août 2017[1].
- La série très documentée 9/11 de Éric Corbeyran, Jef et Jean-Claude Bartoll le présente comme n'arrivant pas à convaincre la hiérarchie du FBI d'un probable attentat sur le sol des États-Unis fomenté par Oussama ben Laden
- Dans la série The Looming Tower diffusée par Amazon, John O'Neill, un des personnages principaux, est incarné par Jeff Daniels.